# 鹿嶋神社 (蟹江町)
鹿嶋神社（かしまじんじゃ）は、愛知県海部郡蟹江町大字蟹江新田字鹿島に鎮座する神社。鹿島神社と表記されることもある。

## 祭神
- 武甕槌命（たけみかづちのみこと）

## 歴史
近世以前の周辺地域には浅瀬が広がっていたが、寛永13年（1636年）には蟹江新田が開発され、元禄7年（1694年）に竿入検地がなされた。蟹江観光協会は慶長15年（1610年）に鹿嶋神社が創建されたとしているが、『蟹江町誌』は寛永18年（1641年）に常陸国の鹿島神宮から勧請されたとしている。

## 境内

### 摂末社
- 皇太神宮 - 寛政12年（1800年）[1]
- 秋葉社 - 寛政12年（1800年）[1]
- 地蔵堂 - 寛政12年（1800年）[1]
- 観音堂 - 文政11年（1820年）[1]

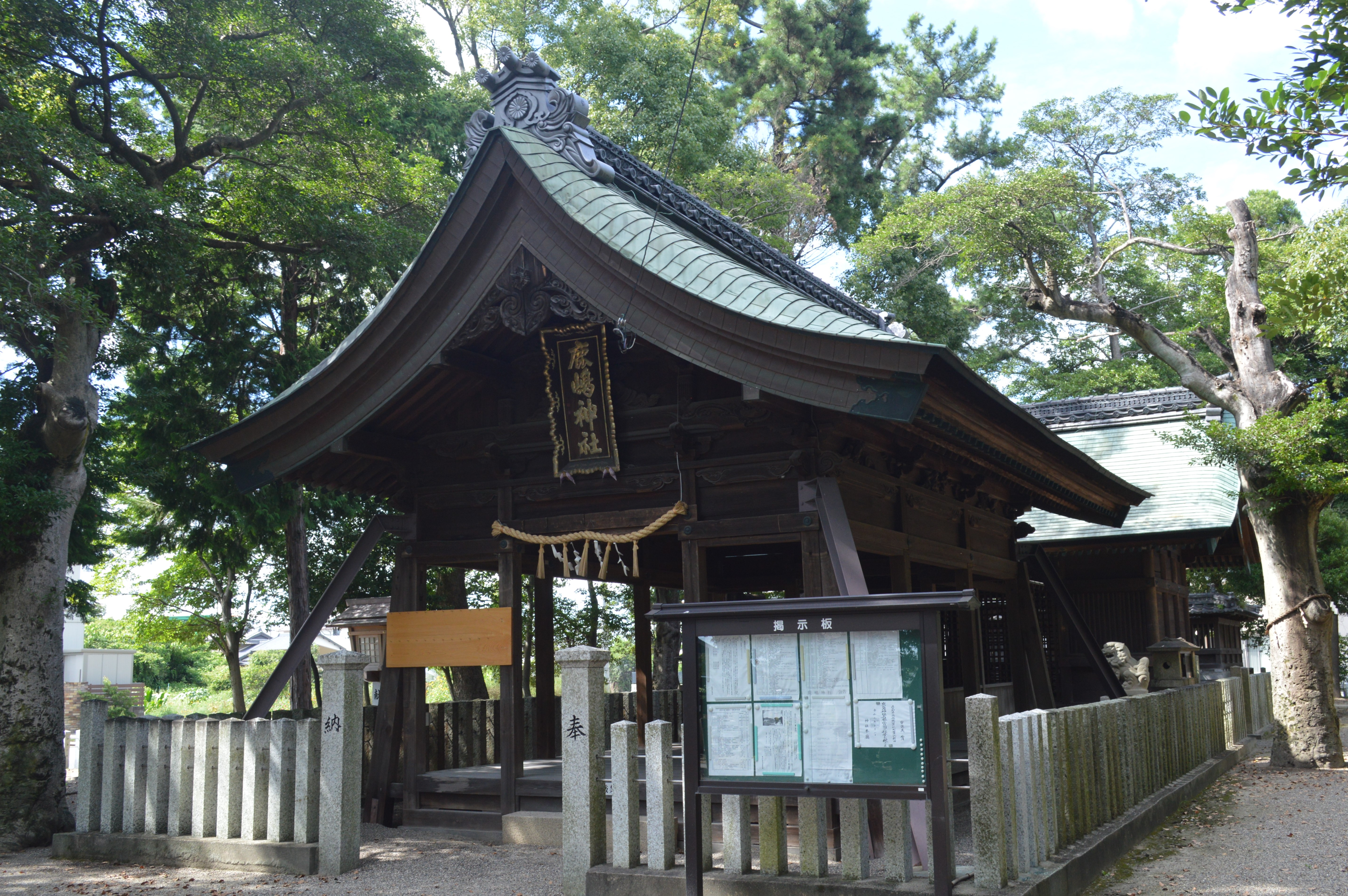
社殿
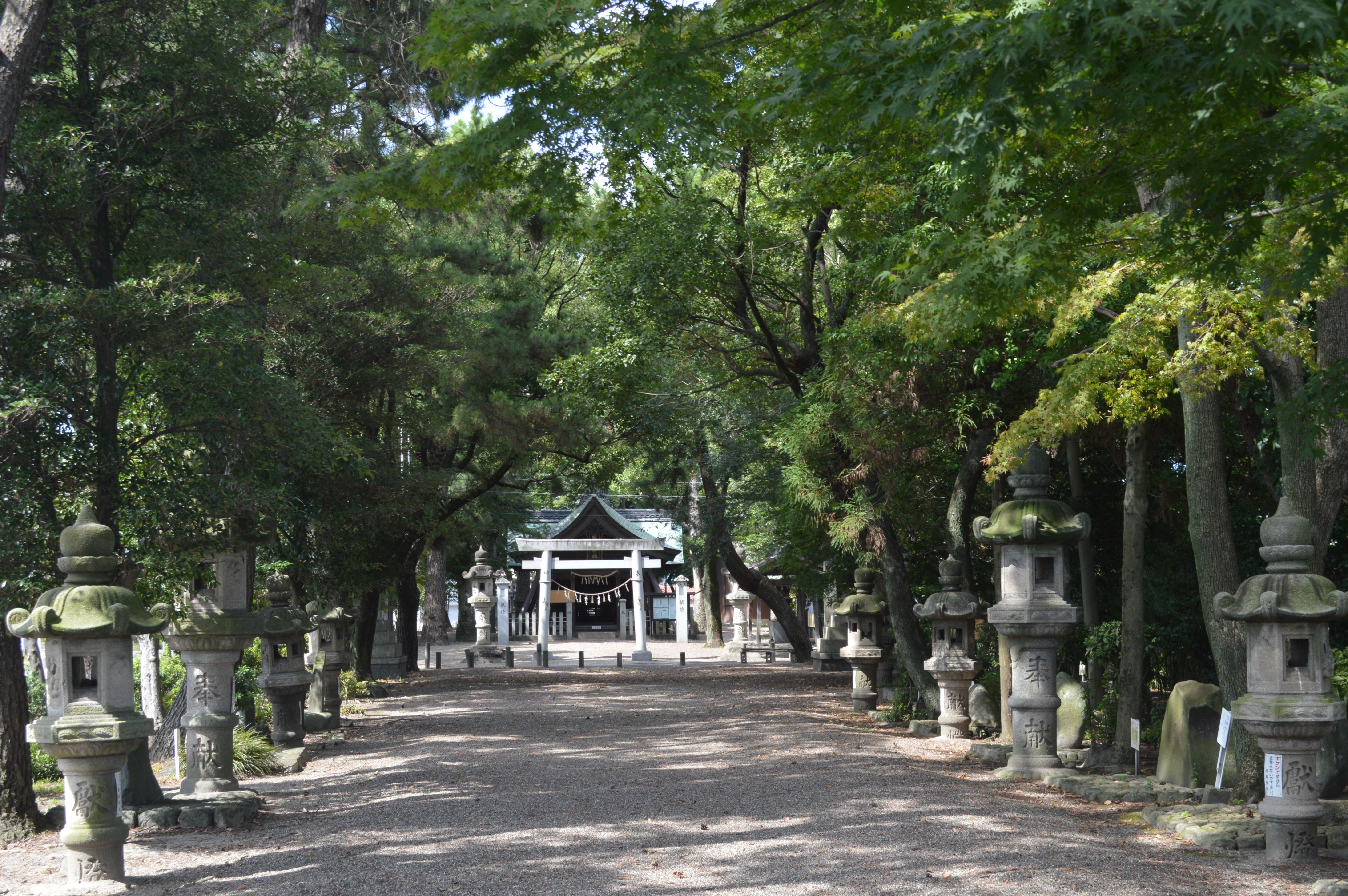
境内

### 文学苑

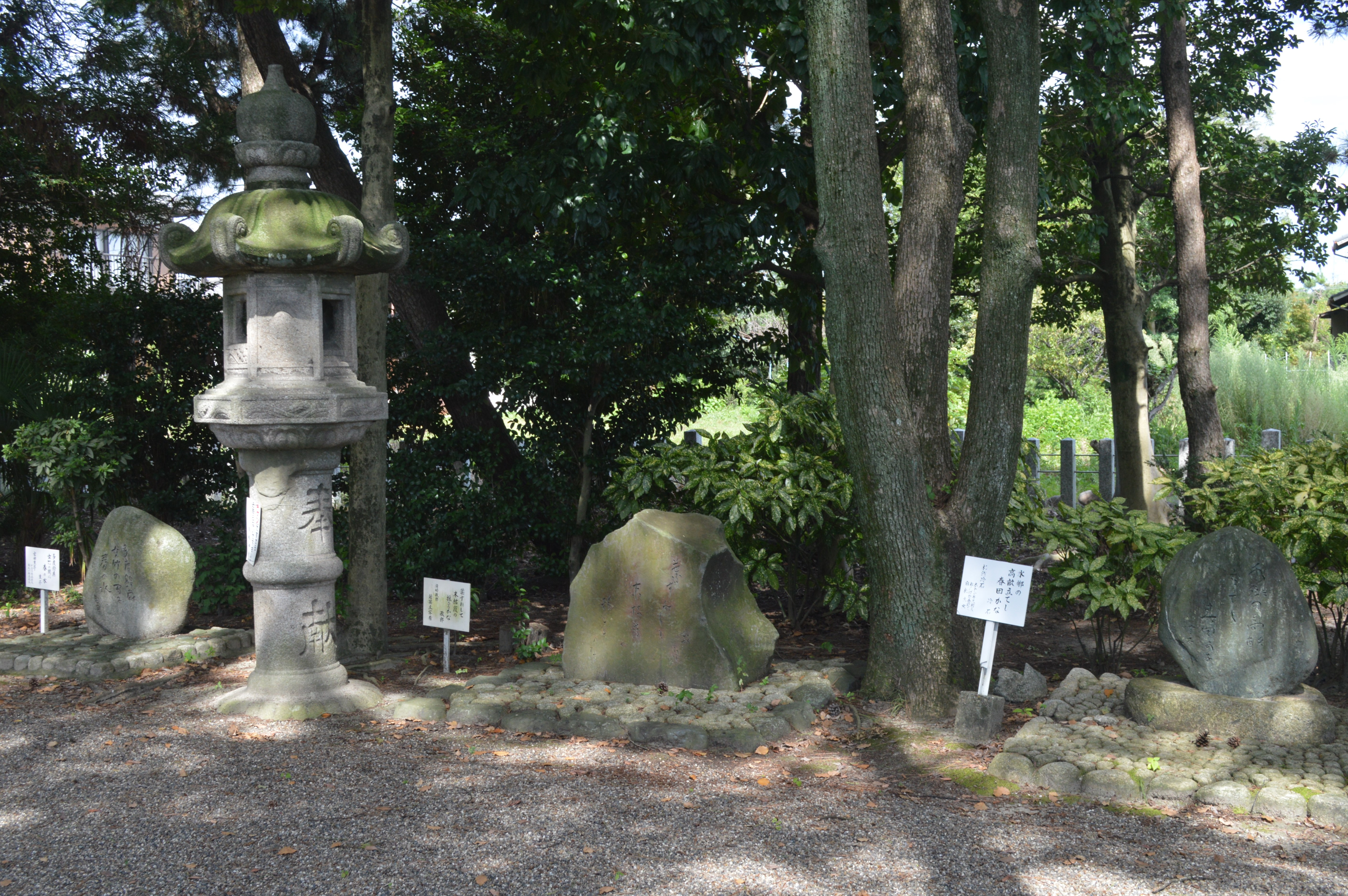
文学苑

鹿嶋神社の境内南側には、蟹江の風景を読んだ26基の句碑が並ぶ「文学苑」がある。蟹江町出身の建築家である黒川巳喜は小酒井不木が創立した「ねんげ句会」の同人でもあり、1968年（昭和43年）から18年間をかけて、私財を投じて故郷に「文学苑」を建設した。
「文学苑」の句碑
- 1 小酒井不木（小説家）
- 2 岡戸武平（小説家）
- 3 桃山葱雨（編集者）
- 4 狩野近雄（新聞記者）
- 5 原たかし（英米文学者）
- 6 中村汀女（俳人）
- 7 橋本鶏二（俳人）
- 8 水原秋桜子（俳人）
- 9 阿波野青畝（俳人）

- 10 殿島蒼人（新聞記者）
- 11 宮田重亭（医師）
- 12 清崎敏郎（俳人）
- 13 杉浦冷石（新聞記者）
- 14 山田麗眺子（俳人）
- 15 桑原閑古亭（愛知県知事）
- 16 寺田栄一（俳人）
- 17 上野千秋（新聞記者）
- 18 稲畑汀子（俳人）

- 19 山口青邨（俳人）
- 20 杉戸清（名古屋市長）
- 21 山口誓子（俳人）
- 22 長谷川朝風（日本画家）
- 23 加藤かけい（俳人）
- 24 長谷川双魚（俳人）
- 25 鷹羽狩行（俳人）
- 26 黒川巳喜（建築家）

## 現地情報
所在地
- 497-0044 愛知県海部郡蟹江町大字蟹江新田字鹿島185

アクセス
- 近鉄名古屋線近鉄蟹江駅からタクシー[1]